# 大星鶴松
大星 鶴松（おおほし つるまつ、1871年 - 1936年10月11日）は、日本の実業家・大工職人。福井県丹生郡国見村（現・福井市）出身。号は「皖是」（きよゆき）。
福井の大工職人の大星重次郎の長子として生まれ、1890年北海道に弟と共に移住。札幌区で山本卯三郎の下で下請け大工となる。1897年に大型木造建築業者として独立。木工場も経営し、札幌で当代一流の木造建築業者として名を馳せる。官公庁との繋がりが深く、北海道庁立釧路中学校新築工事（1912年竣工）や旧札幌鉄道病院庁舎新築工事（1922年竣工）、札幌市第二高等小學校新築工事（1931年竣工）など官公庁関係の木造施設建築を多く受注した。1922年北海道土木建築請負業者聯合会の設立に参画し同会幹事。
同郷の新開新太郎と仲がよく、性格は陽気でよく札幌土木建築請負業者組合にも協力を惜しまなかったという。しかし、大番頭に中村金松などが居たが、鶴松没後は、会社の経営方針に疑問を持ち独立し離れていったという。
弟に大星三松、孫にNTTドコモ会長を務める大星公二がいる。